# Fludiazepam
Fludiazepamul este un medicament din clasa 1,4-benzodiazepinelor, fiind utilizat în tratamentul anxietății. Calea de administrare disponibilă este cea orală. 
Prezintă efecte anxiolitice, hipnotice, anticonvulsivante și miorelaxante. Este un derivat 2ʹ-fluorurat al diazepamului.